# ジャーマン・リトウィンスキー＝カーフマン
ジャーマン・リトウィンスキー=カーフマン（Germaine Litwinski-Kauffmann、1908年3月4日 - 2019年1月17日）は、ルクセンブルクのスーパーセンテナリアン。ルクセンブルク・シフフランジュ在住だった長寿の女性。検証されていない人物を含めると、ルクセンブルクの歴代最高齢人物となっている。

## 略歴
1908年、ルクセンブルク市にレミーとエリーゼの間に生まれる。若いころをほとんどヘッセン州で過ごし、その後はブリュッセルで秘書や翻訳者、教師として働く。1982年以降は弁護士のローランドと結婚したが、7年後の1989年に夫が死去。その後も一人暮らしを続けていたが、骨折したことから2011年8月3日以降は老人ホームに引っ越した。
車いすによる生活ではあったが、身体的には健康であったという。2016年7月8日にバーバラ・シルツ＝ユングが死去したことに伴い、ルクセンブルクの最高齢者になる。110歳の誕生日時点では99歳の弟がいたという。また同日にはマリア・テレサ、シフフランジュ市長のポール・ワイマースキルヒらが訪れたという。110歳となるのはルクセンブルクの女性として初だった。
2018年3月15日にはジェーン・レイの年齢を超え、ルクセンブルクの歴代最高齢者になった。
2019年1月17日に死去。110歳319日没。